# Такечи Ханпеита
Такечи Ханпеита (јап. 武市半平太), познат и као Такечи Зуизан (јап. 武市瑞山) (24. октобра 1829. — 3. јул 1865), био је самурај, припадник области Тоса и једна од важних историјских фигура током Бакумацу периода у Јапану.

## Биографија
Такечи Ханпеита био је оснивач и вођа организације „Тоса Кинното“, која је подржавала Соно џои политику ('Поштујмо цара, протерајмо варваре'). У периоду највећих политичких превирања током Меиџи обнове, покушао је да преузме контролу над кланом и округом Тоса, добијајући подршку и од Сакамото Рјоме, али бива ухапшен због убиства Јошида Тоџо-а где је присиљен да изврши ритуално самоубиство, сепуку. Остаће познат и као особа која је давала наређења човеку по имену Окада Изо, који ће у историји остати запамћен као један од четири највећих убица у Бакумацу периоду.
За собом је оставио велики број слика и писма која се чувају по музејима у Јапану. Био је ожењен женом по имену Томико са којом није имао порода. Као важна личност овог периода, у Јапану има подигнут споменик.

## Галерија
- Гроб Такечи Хапнеите и његове жене Томико
- Фотографија жене Томико у позним годинама